# Капсул-детонатор
Капсул-детонаторите са средства за иницииране на детонация в заряди от бризантни взривни вещества. Намират приложение в практиката още през 1867 г., когато Алфред Нобел патентова първия детонатор. Първоначално са били зареждани само с гърмящ живак.
Съвременните капсул-детонатори се зареждат с две или повече взривни вещества, оформени като първичен и вторичен заряд.
Първичните заряди са от иницииращи взривни вещества – оловен азид, оловен стифнат, живачен фулминат и др. Вторичните заряди са от бризантни взривни вещества с голяма мощност – тетрил, хексоген, тен и др. Тази комбинация се прави, защото иницииращите взривни вещества са изключително чувствителни, но същевременно нямат голяма мощност, докато бризантните са много по-устойчиви и същевременно притежават много по-голяма мощност в сравнение с иницииращите. Когато капсул-детонаторът бъде задействан, първо се взривява първичният заряд, който инициира детонация във вторичния. Детонацията от вторичния разбива корпуса на капсула и преминава в основния заряд от взривно вещество. Комбинираните капсул-детонатори имат много по-висока инициираща способност в сравнение с детонаторите, заредени само с гърмящ живак.
Капсул-детонаторите се поместват и капсуловат в корпуси от мед, алуминий, месинг или стомана. В различните видове и според веществата използвани в тях, първичните им заряди са от 0,1 до 0,45 грама, а вторичните по 1 грам.
В зависимост от вида различните капсул-детонатори биват задействани по различен начин; в промишлеността най-често се взривяват:
- чрез запалване – с огнепроводен (бикфордов) шнур
- чрез електрически импулс – електро-детонатори
- чрез пневматичен импулс – пневмо-детонатори.

Във военното дело се използват и специални детонатори, взривяващи се от опън, натиск, удар и други.